# Zandvlietsluis

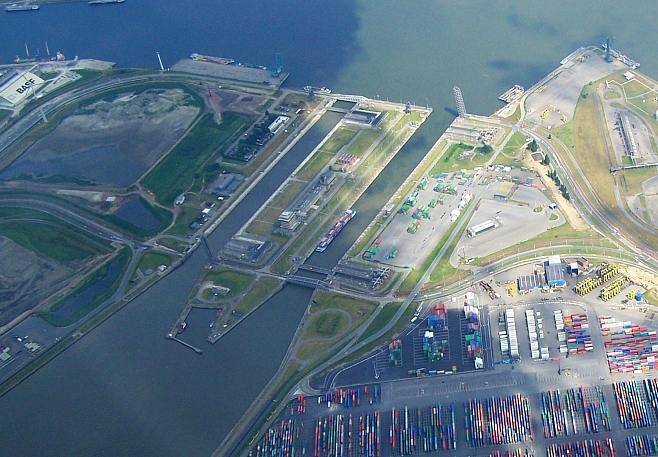
Luchtfoto (Zandvlietsluis links)

De Zandvlietsluis is een sluis in het uiterste noorden van de haven van Antwerpen. De sluis is genoemd naar het dorp Zandvliet. Ze is 500 meter lang en 57 meter breed en heeft een TAW-diepte van 13,58 meter. De sluizen in de haven van Antwerpen beschermen de gesloten infrastructuur tegen getijdewerking van de rivier. Achter de sluizen is het waterpeil constant.
De Zandvlietsluis werd in 1967 in bedrijf gesteld. De bouw van deze sluis sloeg een wig tussen het Groot Buitenschoor en het Galgenschoor, twee zeldzame schorregebieden, waarvan er thans in België nog slechts 320 ha van overblijven. De bijbehorende gebouwen waren in 1967 nog niet afgewerkt. De openstelling van de nieuwe zeesluis was vanuit een economisch standpunt urgent, want aan de Kruisschans, waar de Boudewijnsluis en de Van Cauwelaertsluis gelegen zijn kon men het toenemende scheepvaartverkeer niet meer aan. Zelfs mét de Zandvlietsluis erbij was het probleem van alsmaar toenemende wachttijden niet opgelost.
Twee bruggen overspannen de sluis: de Frederik Hendrikbrug over de sluisdeuren aan de Scheldekant en de Zandvlietbrug over de sluisdeuren aan de havenkant.
De Zandvlietsluis was de grootste zeesluis ter wereld tot in 1989 de Berendrechtsluis, die 11 meter breder is, werd geopend.

## Communicatie
Het VHF-werkkanaal van de sluis is 79, voor oproep van de binnenvaart, 02 (Sector Donk) navigatiekanaal voor de dokken.
Al de aankomende zeeschepen gebruiken kanaal 12 en 6 en hebben bijna altijd een rivierloods aan boord.
Berendrechtsluis · Bonapartesluis · Boudewijnsluis · Kieldrechtsluis · Kallosluis · Kattendijksluis ·  Royerssluis · Van Cauwelaertsluis · Zandvlietsluis · Zuidersluis